# De'Quon Lake
De'Quon Lake (Charlotte Amalie, 22 marzo 1997) è un cestista americo-verginiano.

## Palmarès
- Campionato ungherese: 1

Falco Szombathely: 2020-21
- Coppa d'Ungheria: 1

Falco Szombathely: 2021